# Kostel svatého Jana Nepomuckého (Hlavňovice)
Kostel svatého Jana Nepomuckého je římskokatolický kostel nacházející se nedaleko jihozápadního okraje obce Hlavňovice. Od roku 1958 je chráněn jako kulturní památka.

## Historie
Obec Hlavňovice je poprvé zmiňována k roku 1428. Před výstavbou kostela se v obci konaly bohoslužby pouze v zámecké kapli. Kostel ve stylu pozdního baroka nechali v letech 1799-1808 vystavět Kocové z Dobrše. Nový kostel přejal původní liturgickou funkci zámecké kaple, která byla po dostavění kostela zrušena. Kostel se až do současnosti dochoval v původním stavu z doby vzniku, tj. z počátku 19. století. Pouze v roce 1894 byla opravována střecha lodi.

## Stavební podoba
Kostel je vystavěn s neobvyklou orientací hlavní podélné osy, a to ve směru sever-jih. Kostel je tvořen lodí podlouhlého obdélníkového půdorysu, ke které na jižní straně přiléhá presbytář s příčně obdélným půdorysem, s otupenými nárožími. Zatímco v lodi je strop plochý, presbytář je zaklenut tzv. pruskou plackou. K východní stěně presbytáře přiléhá obdélná sakristie s oratoří v patře. Kostel je zastřešen sedlovou střechou krytou eternitovými šablonami. Pravoúhlý vstupní portál umístěný ose severního průčelí má obílené žulové ostění, štukovou šambránu a profilovanou supraportu. Nad portálem je oválné okénko pro osvětlení kruchty. Nad severním průčelím se tyčí hranolová kostelní věž s hodinami. Věž je zastřešena čtyřbokou jehlanovou střechou s břidlicovou krytinou. Loď i presbytář osvětlují z východní z západní strany čtyři kasulová okna. Poslední patro věže je z tří stran osvětleno obdélnými okny s půlkruhovým záklenkem; výjimkou je strana jižní, na které je okno pouze naznačeno štukovou šambránou. 
Použité omítky jsou hladké, štukové, s výrazně odlišným vzhledem západní a východní stěny. Zatímco na západní straně lodi a presbytáře jsou omítky zdobené malovanými pásy vydělujícími 4 pole, východní strana má prostou nečleněnou omítku.

## Interiér kostela
Dominantou interiéru kostela je baldachýnový hlavní oltář pocházející z roku 1806. Zdobí jej sochy světců: Jana Nepomuckého, Prokopa a Ludmily. Po stranách segmentového triumfálního oblouku se nachází dva protějškové novobarokní boční oltáře se sochami z 19. století. Na bočním oltáři sv. Anny se nacházejí dva cínové svícny z roku 1710 s erbem hrabat Maltzanů.

## Galerie

### Exteriér

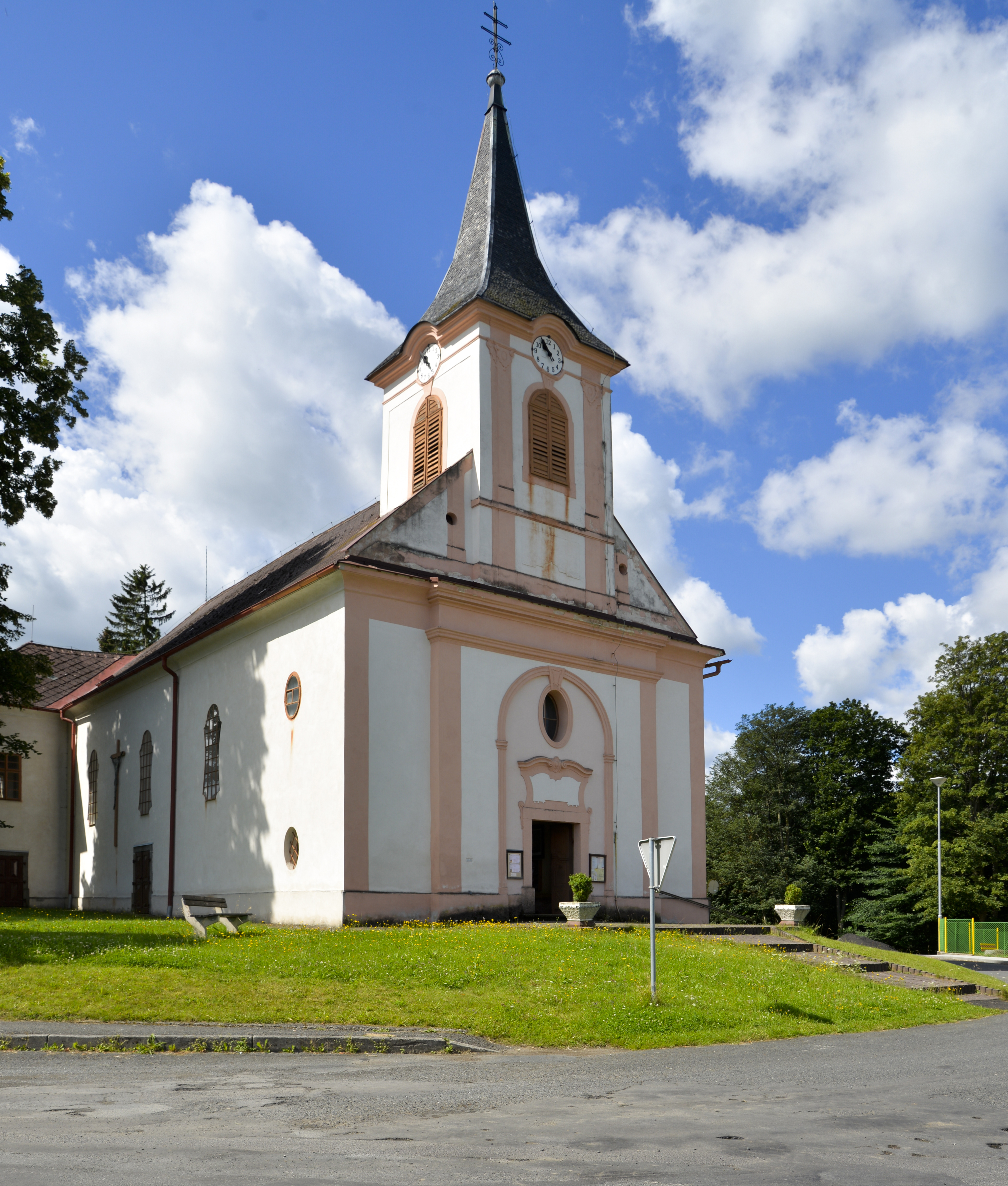
Pohled od severovýchodu na severní průčelí a věž
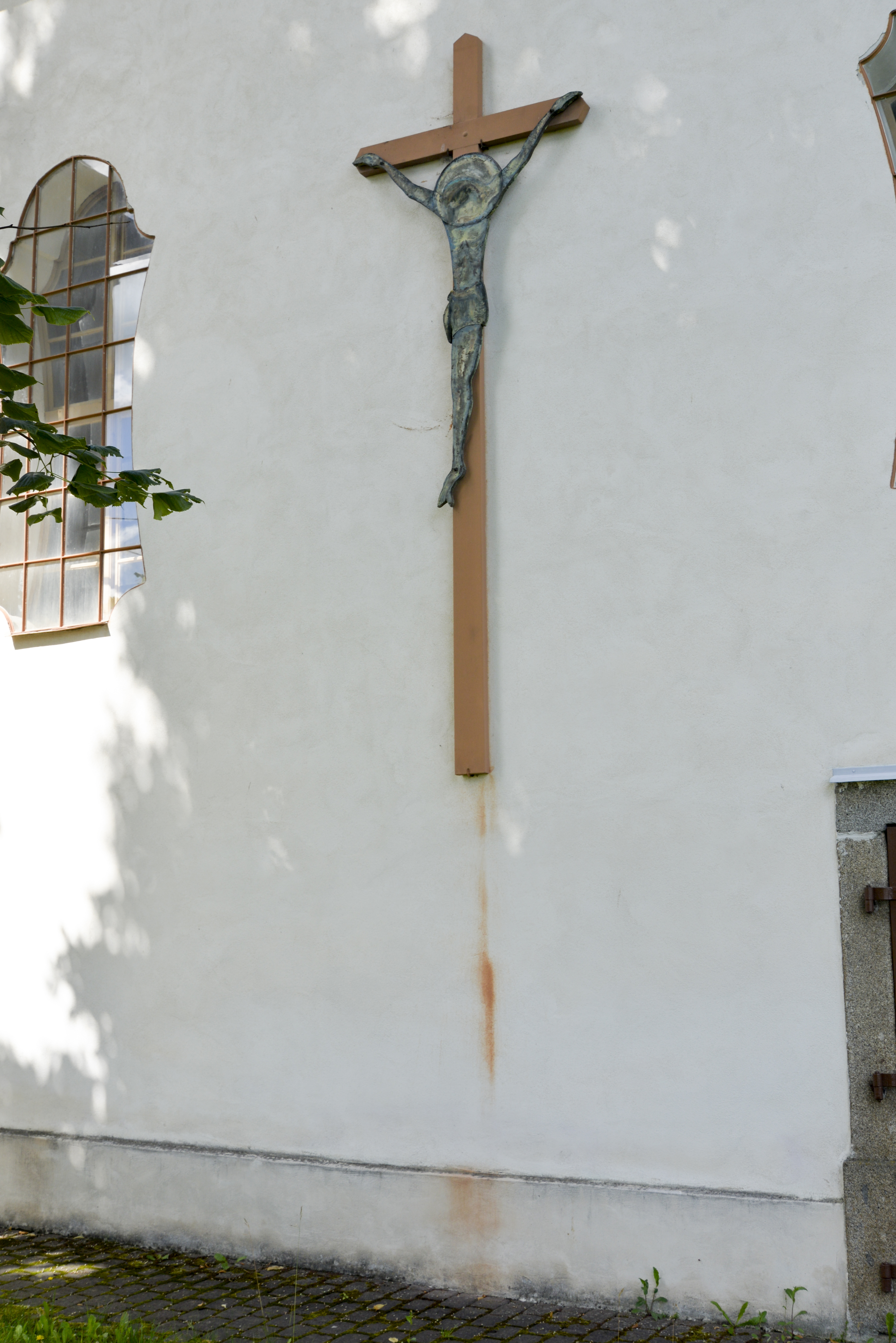
Pohled od východu na kříž na východní stěně lodi kostela
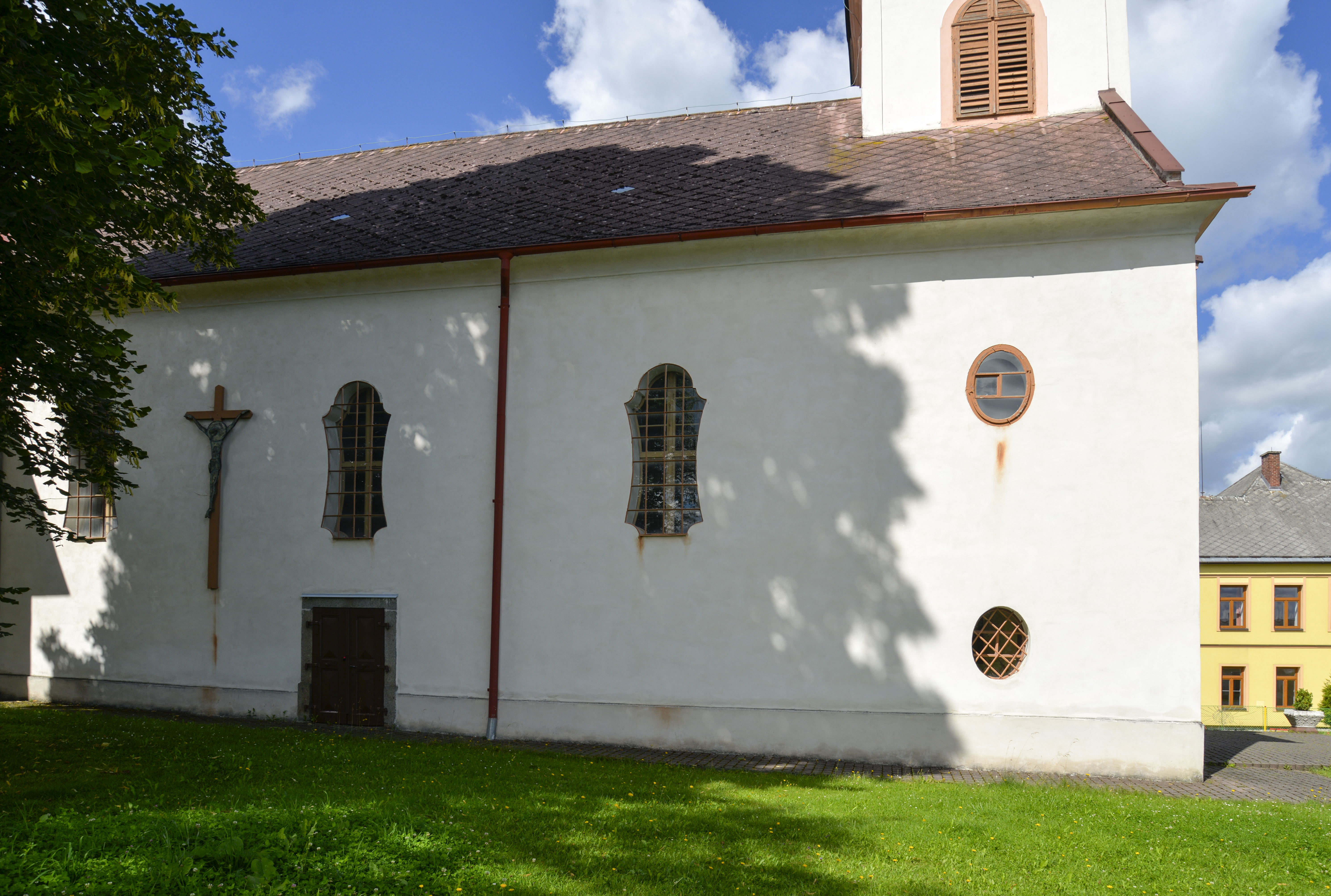
Pohled od východu na loď kostela
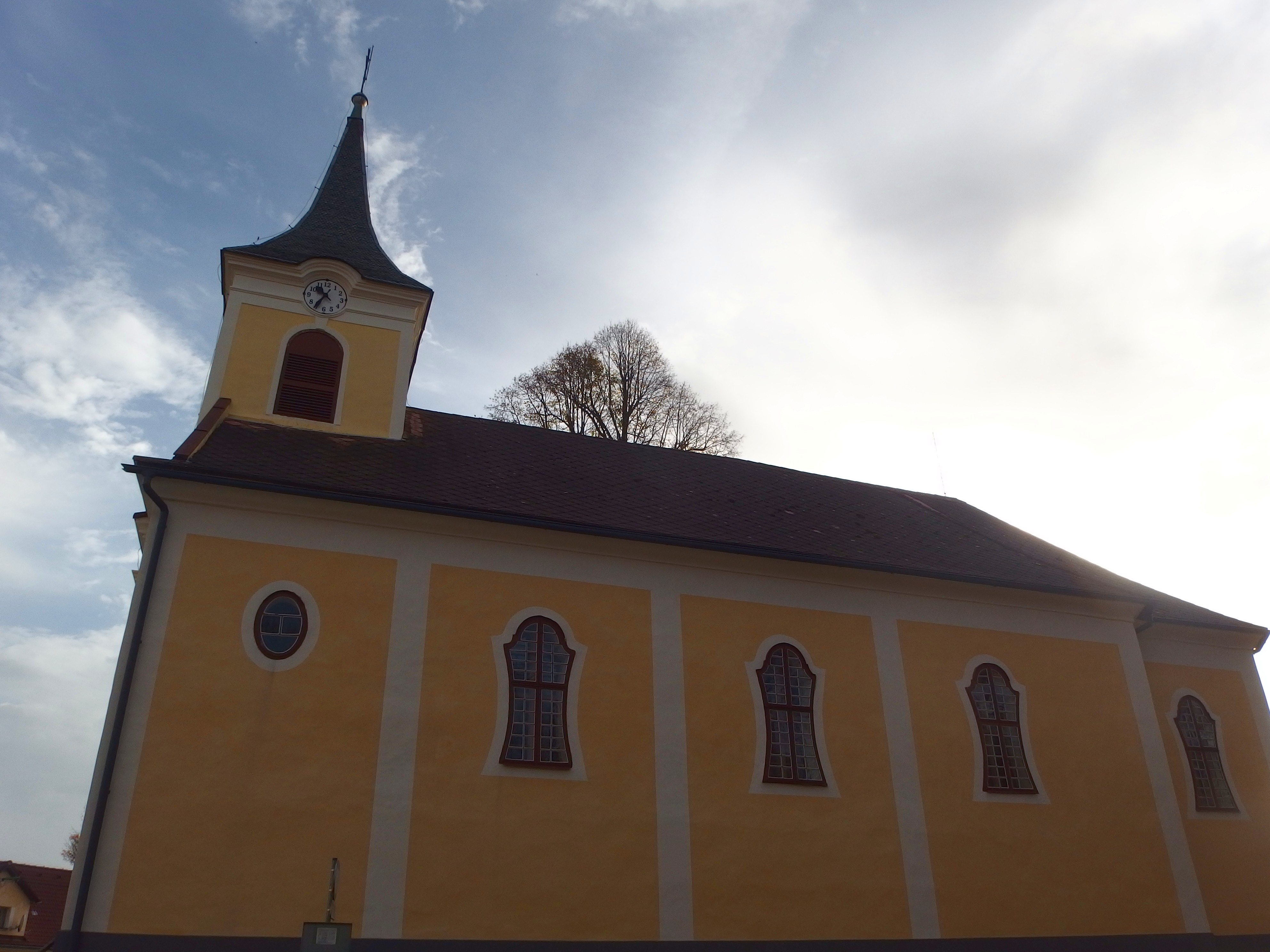
Pohled od západu na loď a věž kostela
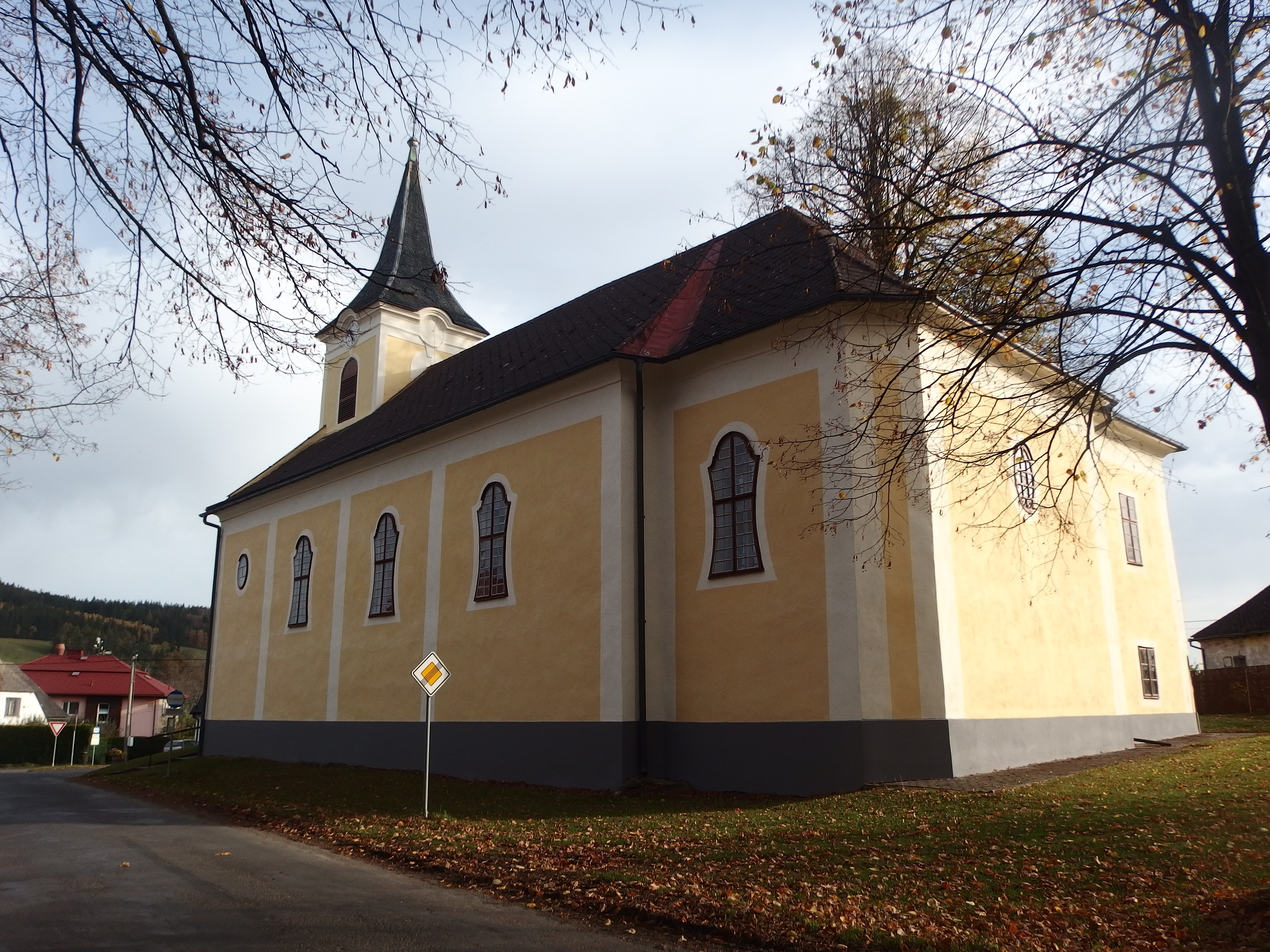
Celkový pohled na kostel od jihozápadu

### Interiér

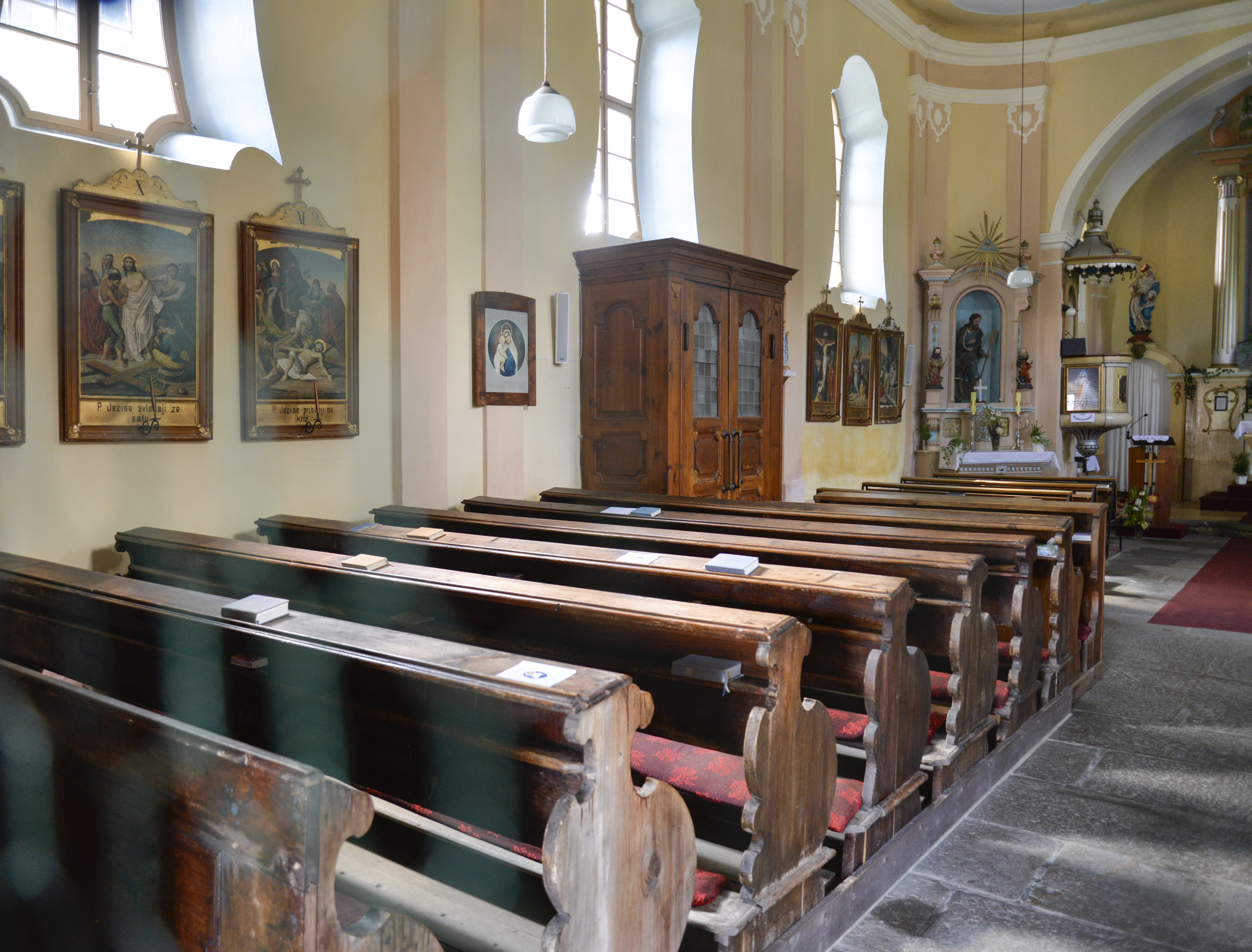
Pohled na levou část interiéru
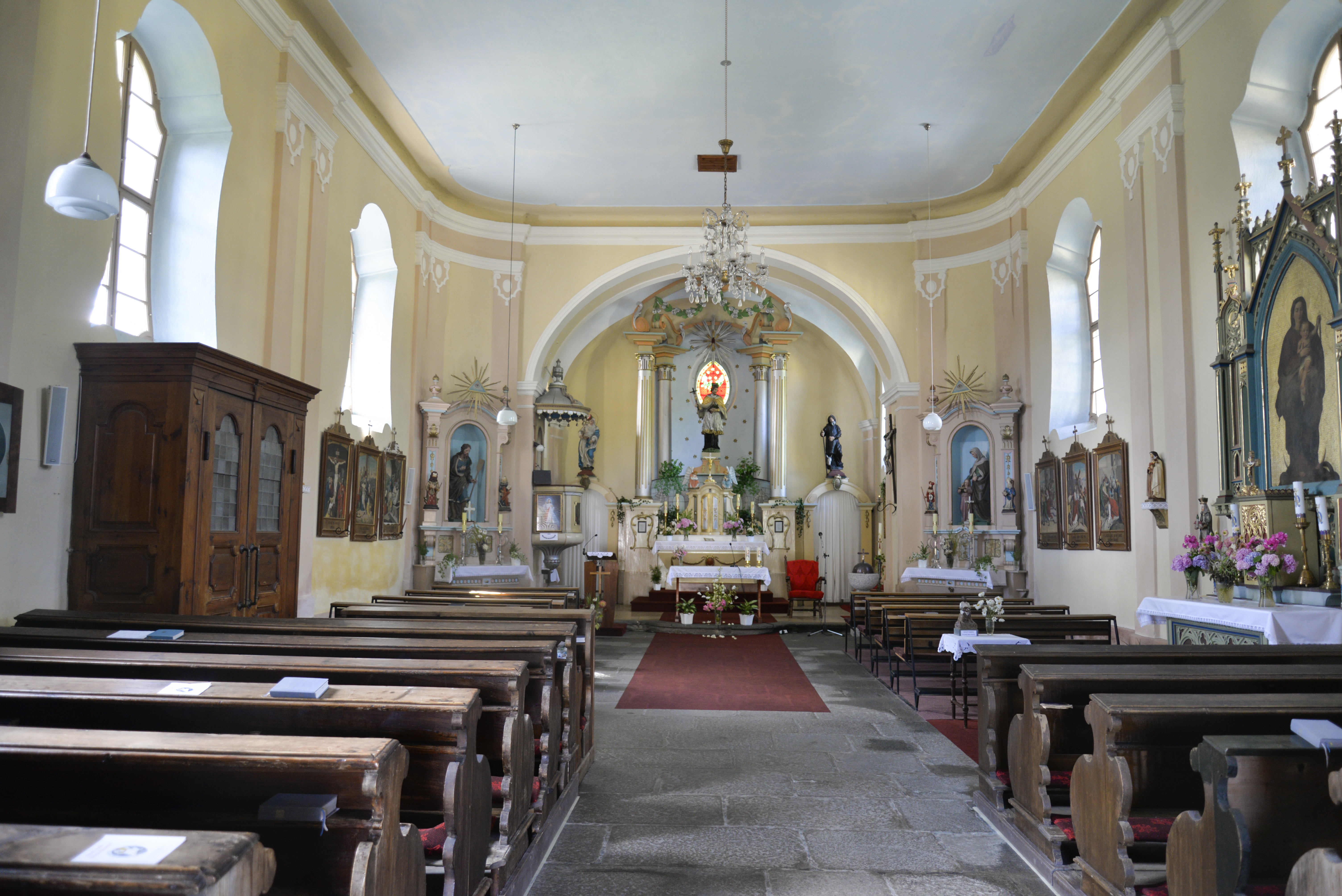
Pohled na centrální část interiéru
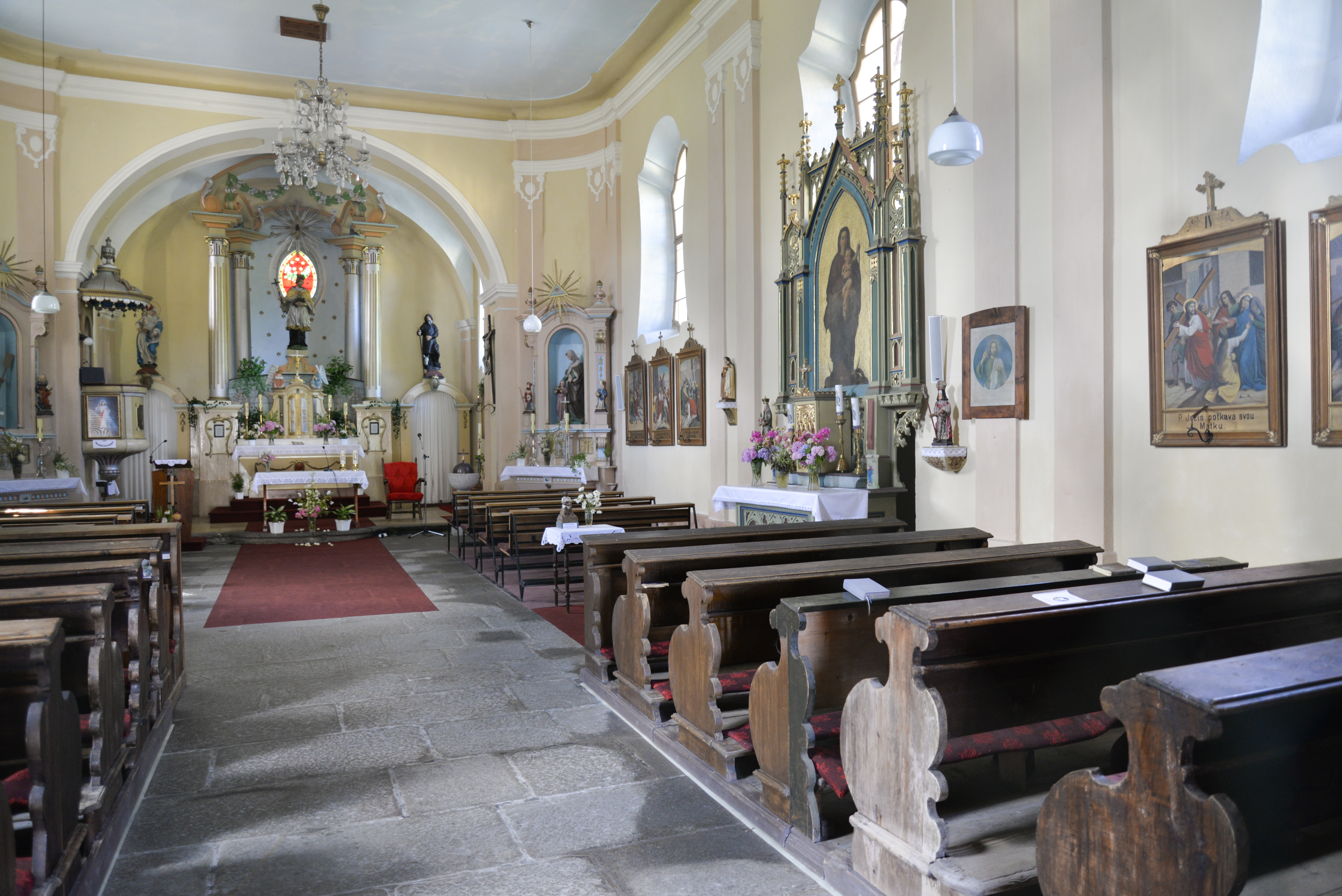
Pohled na pravou část interiéru